# Stanisław Rothert
Stanisław Rothert (ur. 22 września 1900 w Warszawie, zm. 17 sierpnia 1962 tamże) – polski dziennikarz, w młodości lekkoatleta sprinter, mistrz i rekordzista Polski, pływak.

## Życiorys
Urodził się 22 września 1900 w Warszawie, w rodzinie Gustawa Adolfa (1866–1936) i Marii Henryki z Dehnelów (1865–1928). W 1917 ukończył Gimnazjum im. Emiliana Konopczyńskiego w Warszawie. Od listopada 1918 przez 2 lata służył jako ochotnik w Wojsku Polskim, brał udział w wojnie polsko-ukraińskiej, podczas której był dwukrotnie ranny. Następnie do 1926 studiował na Wydziale Chemicznym Politechniki Warszawskiej (nie złożył egzaminu dyplomowego).
Od 28 grudnia 1933 był mężem Krystyny Moniki Szerer.
Zmarł w Warszawie. Został pochowany na Cmentarzu Ewangelicko-Augsburskim (kwatera Aleja 10-1-42).

## Kariera sportowa
Rothert był siedmiokrotnym mistrzem Polski: w 1923 i w 1925 w biegu na 200 metrów, biegu na 400 metrów i w sztafecie 4 × 100 metrów, a w 1926 w biegu na 400 metrów. Sześciokrotnie był wicemistrzem Polski: w 1922 w biegu na 200 metrów, w 1925  w biegu na 100 metrów, a w 1926 na 100 metrów, 200 metrów, sztafecie 4 × 100 metrów i sztafecie 4 × 400 metrów.
Był kilkakrotnym rekordzistą Polski w sztafecie 4 × 100 metrów do wyniku 44,0 (29 maja 1927 w Warszawie) i dwukrotnym w sztafecie 4 × 400 metrów (do wyniku 3:28,2 (28 maja 1927 w Warszawie). W latach 1922–1927 pięć razy startował w meczach reprezentacji Polski (dwanaście występów), odnosząc 1 zwycięstwo indywidualne.
W 1925 startował w mistrzostwach Polski w pływaniu w Warszawie, zdobywając w sztafecie 4 × 50 m stylem dowolnym 3. miejsce />.

### Rekordy życiowe[4][7]
| Konkurencja        | Data i miejsce             | Wynik |
| ------------------ | -------------------------- | ----- |
| bieg na 60 metrów  | 24 lipca 1923, Warszawa    | 7,1   |
| bieg na 100 metrów | 16 sierpnia 1925, Kraków   | 11,0  |
| bieg na 200 metrów | 14 sierpnia 1926, Warszawa | 23,0  |
| bieg na 400 metrów | 29 maja 1927, Warszawa     | 51,3  |

Był zawodnikiem Polonii Warszawa (1922–1927).

## Działalność dziennikarska
W latach 1926–1939 był sprawozdawcą sportowym, sekretarzem redakcji i zastępcą redaktora naczelnego Przeglądu Sportowego. Od września 1946 do końca 1948 pracował jako zastępca redaktora naczelnego Wieczoru Warszawy. Od stycznia 1948 sekretarz redakcji Życia Warszawy, od 1956 także zastępca redaktora naczelnego. Wiceprezes Związku Dziennikarzy Sportowych RP w Warszawie.

## Ordery i odznaczenia
- Srebrny Krzyż Zasługi (19 marca 1931)[8]

## Przypisy

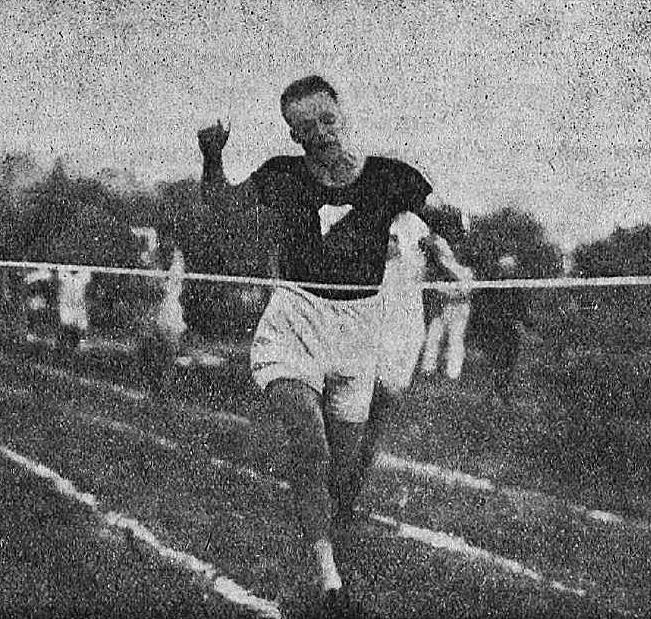
Stanisław Rothert zwycięża w biegu na 200 m w zawodach WOZLA na warszawskiej Agrykoli (30 czerwca 1923)